# Isusova smrt i uskrsnuće

## Razlozi Isusove osude i smrti[1][2][3]
Kršćanska kristologija jest ispovijest vjere i kršćanski govor o Isusu Kristu. U svojim istraživanjima, nužno se trebaju baviti onim što se u Isusovom životu dogodilo. Kristološka naučavanja i kristološka istraživanja su često „skakali“ od razmatranja Kristove inkarnacije na njegovu smrt na križu, a pritom zaboravljajući „meso“ Isusova života-Isusovo propovijedanje i djelovanje. Njegov život i njegov završetak ima povijesnu dimenziju. Isus Krist nije izvanvremenska i izvanprostorna ideja, nego, naprotiv, baš suprotno, konkretna, ljudska i povijesna osoba. Bit kršćanske ispovijesti vjere i spasenja koje Isus Krist donosi odnosi se na konkretnost, na povijest, ili, bolje rečeno, na osobu Isusa Krista raspetoga, umrloga i uskrsnuloga. U konkretnoj povijesti svijeta, ali i Isusa iz Nazareta koji je Krist pokazuje se i ostvaruje Božji plan spasenja te tako u životu Isusa Krista povijest dobiva svoj puni smisao. Dakako da ovaj povijesni dio, nije i ne smije biti isključivi i mjerodavni sadržaj vjere u Krista, no, ipak, povijest Isusa iz Nazareta i njegov život u konkretnom prostoru i vremenu ima svoju veliku važnost u kršćanskoj kristologiji.
Na samom početku valja upozoriti da treba izbjegavati isključivo apstraktni govor kada se govori o Isusovoj osudi i smrti na križu. Iako je Isus Krist pravi Bog, on je i pravi čovjek te je stoga živio u konkretnom vremenu na konkretnom prostoru. Ovo valja imati na umu kada razmišljamo o Isusovoj osudi. Naime, Isusovo propovijedanje i djelovanje, koje je bilo kratkoga vijeka, bilo je izrazito intrigantno, čudno i drugačije. Njegova smrt nije bila naravna ili slučajna, već prouzrokovana djelovanjem Isusovih suvremenika-Židova i Rimljana, koji su bili „nadraženi“ Isusovim propovijedanjem i djelovanjem. Također, Isusovo djelovanje u konkretnoj stvarnosti, može biti i način kojemu on, kao pravi čovjek, pokazuje autentičan put čovječnosti, on koji je za sebe rekao da „Put i Istina i Život“ (Iv 14,6). Gledamo li Isusovu osudu i smrt, možemo uočiti tri uzroka osude i smrti Isusa iz Nazareta:
1. Religijski uzrok
2. Politički uzrok
3. Teološki uzrok

### Religijski uzrok Isusove osude i smrti
Isusovo propovijedanje o kraljevstvu Božjem, njegovo ponašanje prema ljudima, ponašanje prema najsvetijim institucijama tadašnjeg židovstva, intrigira sve ljude pa i Židove. Govoreći o Božjem kraljevstvu, Isus skreće pogled na sebe; nudi Božju milost preko samoga sebe, obraćenje Bogu je moguće po vjeri u njegovu riječ, življenje vrednota Kraljevstva koje on navješćuje. S jedne strane, sve to odgovara židovskoj religioznoj tradiciji i njihovom govoru da je Isus Bog Izraelov, Bog Staroga zavjeta, no Nazarećanin donosi neke novitete. Isus nije jedan od proroka, već objavitelj i jedini posrednik Božjeg tj. Očevog kraljevstva.
Iako je izraelski narod bio pod rimskom okupacijom, postojale su različite religiozne grupe koje su se činile dosta politički usmjerene. Evanđelja nam donose nekoliko grupa: farizeji, saduceji, zeloti te grupa oko Ivana Krstitelja i eseni. Oni su vjeru otaca brižno baštinili i čuvali te iščekivali spasenje odnosno Božje kraljevstvo kojim će Jahve ponovno blagosloviti svoj narod. Način spasenja i dolazak Kraljevstva su različito tumačili. Farizeji su mislili da će „ubrzati“ ostvarenje Božjeg kraljevstva strogim opsluživanjem Zakona, dok su zeloti iščekivali kraljevstvo više kroz političku prizmu. Na čelu tog teokratskog kraljevstva očekivali su mesiju ratnika koji će osloboditi potlačeni Izrael od neprijatelja. Eseni su predmnijevali „novi eon“ kao ishod pobjede „sinova svjetla“ protiv „ sinova tame“. Grupa oko Ivana Krstitelja Božje kraljevstvo je gledala kao Božju katarzu nad Izraelom. Njegovo i propovijedanje i djelovanje je bilo izvan svih ovih grupa. Iako je ponašanje bilo novo i originalno, bilo je i zbunjujuće, gotovo kao provokacija, a pogotovo farizejima i saducejima koji nisu mogli shvatiti Isusovu povlaštenu brigu prema poniznima, siromašnima, grešnima i marginaliziranima, jer je njihov mentalitet postavljen nekakav sustav kasti.
Isusov odnos prema Hramu i Zakonu kao dvije osnovne institucije židovstva bio je izravan uzrok žestokih konflikata s tadašnjim židovskim sljedbama. Židovima je Zakon riječ Božja, nazočnost samoga Boga u narodu. Isto tako, Hram na Sionu je Božje prebivalište; posredništvo za čašćenje i slavljenje Boga i odakle dolazi poseban Božji blagoslov. Isus je često govorio o ova dva fundamenta židovske religiozne situacije i u vijek bi pritom izazivao različite reakcije kod slušatelja. Sam Isus, i sam kao Židov, poštivao je Zakon i njegove propise. Nije osporavao ili rušio Zakon, već naprotiv. Ipak, htio ih je prilagoditi, dopuniti i produbiti ili pak dokinuti ako nisu bili po Božju ili su bili protiv čovjekova dostojanstva. Stoga je i kršio neke zakonske propise poput propisa o suboti (usp. Mk 2,23),  ili o postu (usp. Mk 2,19). Isus i ovim postupcima i propovijedanjem ruši legalističko razmišljanje onodobnih skupina koji su navješćivali Boga koji traži strogo obdržavanje zakonskih propisa, a pritom zaboravljaju ljubav prema svim ljudima, a posebno prema odbačenima i onima na marginama društva. Isus iznad svih zakona stavlja Božji caritas, ljubav prema Bogu i prema bližnjemu. Ovakvim stavom, gledajući izvana, izgleda kao da marginalizira Zakon-jedan od najsvetijih institucija židovstva, i stavlja sebe iznad njega. On je osoba koja je po tradiciji bez časti i dostojanstva (usp. Iv 7,40-52), a sebi prisvaja ulogu i dostojanstvo samoga Boga što je očigledno u niz primjera: uzima si za pravo otpuštati grijehe (usp. Mk 2,5-12), sud o tome tko je „čist“, a tko „nečist“ (usp. Mk 2,18-20; 7,1-16) te samo ostvarenje Božjeg kraljevstva i spasenja vezuje uz sebe (usp. Mk 8,38). Njegova kritika Zakona i propisa pojačava se i govorom o hramskom kultu i samom hramu, iako je još od djetinjstva odgojen da časti jeruzalemski Hram (usp. Lk 2,41), a čak je i s učenicima bio u Hramu i naučavao (usp. Mk 11,27; 12,35; 14,49). Ipak, Isus osuđuje svaki religiozni formalizam pa i hramski te govori o svojoj prevlasti i nad Hramom (usp. Mk 11,15-19; 14,58; Mt 12,6). Isus naviješta Očevo kraljevstvo, i pritom svoju ulogu u ostvarenju dugo očekivanog Kraljevstva, koja nadilazi Hram i tadašnje poimanje Hrama kao mjesta Božje prisutnosti te si tako kritizira još jedan židovski fundament.
Isusovo propovijedanje i djelovanje pogotovo prema temeljnim institucijama ondašnjeg židovstva, vodilo ga je u sukob s ondašnjim religijskim grupama. Isusov nauk i njegovo djelovanje bilo je previše skandalozno za njih. Čak nije radio toliki problem svojim izmjenama zakona, već što se sam postavlja na mjesto Boga. Problem nije bio čak niti što je opraštao grijehe grešnima i odbačenima. Problem je bio da oni koji su mislili da rade na Božjoj stvari (da opslužuju Zakon, određuju tko je pravedan, a tko grešan, tko vrši Božju volju, a tko ne), da je saducejima i farizejima negirao bilo kakvo pravo određivanja tko je pravedan, a tko nije. Budući da je Isus kao preduvjet Božjeg kraljevstva tražio vjeru u njega i njegove središnje uloge u ostvarenju Kraljevstva, ta vjera je tražila nadilaženje židovskih religioznih institucija. Njegov novitet u kojem ocrtava Božju ljubav u vidu spremnosti na praštanje svim ljudima, pobožni židovi su vidjeli kao napada na njih, ali i na Izraelove „svete stvari“. Upravo ovakvo Isusovo propovijedanje i javno djelovanje, izazvalo je skandal i bijes kod onih koji su sebe smatrali isključivim tumačima Boga, Njegove volje i tradicije. Osporavanje Isusa dobiva ne samo društveno-političku, već i religijsku notu te su „čuvari Zakona i religijskog uređenja“ proglasili Isusa „bogohuliteljem“ i odbacili njega i njegov nauk. Tako su „čuvari Zakona“ tražili priliku da Isusa smaknu, jer se po židovskom Zakonu za bogohuljenje izricala smrtna kazna kamenovanjem (usp. Lev 24,15s; Br 15,30; Pnz 13,1-11).

### Društveno-politički uzroci Isusove osude i smrti
Novitet koji je Isus donio i navješćivao nije donio samo novitet za religijsko, već i za političko i društveno okruženje. Njegovo djelovanje ozbiljno stavlja u pitanje sve ono što je u suprotnosti kraljevstvu Božjem, odnosno što priječi njegovo ostvarenje: nepravda, nasilje, diskriminacija, izrabljivanje, one koji osuđuju ljude i vode ih u neimaštinu, odbačenost, glad…. To su također razlozi zašto su Isusa čudno gledali, ne samo religijski, već i politički moćnici. Dosljedno tome, moguće je govoriti o društveno-političkim uzrocima Isusove osude te smrti.
Iako je od strane židovskih religijskih vlasti bio označen kao bogohulitelj, ipak nije bio kamenovan, već razapet na križ. Tom strašnom kaznom kaznili su ga Rimljani koji su tada bili vladali Palestinom. Kazna razapinjanja na križ jest osuda političke naravi jer je bila predviđena za one koji su sagriješili protiv Carstva poput pobunjenika ili odbjeglih robova. Tako da bi smrtna kazna razapinjanja na križ bila opomena svima koji bi htjeli se pobuniti protiv vlasti. S obzirom na takvu kaznu, može se postaviti pitanje je li Isusov nauk imao političku konotaciju pa ga je zato rimska vlas osudila na razapinjanje? Uostalom, prema izvješćima iz evanđelja vidimo Isusa da je pred Poncijom Pilatom procesuiran kao zelot, politički pobunjenik.
Djelomično gledajući, mogu se shvatiti simpatije sa strane zelota prema Isusu. Ponajprije prema Isusovom propovijedanju o blizini Kraljevstva. Prilog toj tezi ide da u evanđeljima ne nalazimo velike sukobe Isusa i zelota, čak je i jedan od zelota, Šimun Revnitelj, bio među apostolima. Ipak, puno su veće i brojnije razlike Isusa i zelota. Isus se odmah ograđuje od nekakvog teokratskog vladanja oružjem kakvo su zeloti iščekivali. Isusovo kritiziranje religijskog formalizma, osim farizeja, ticalo se i zelota. Među apostolima je bio i jedan od najomraženijih likova zelotima-carinik Matej. Temeljna razlika jest Isusov navještaj ljubavi prema Bogu, bližnjima pa čak i prema neprijateljima (usp. Mt5,43-45). Isus je nadilazio nacionalističku separaciju i nadmoćnost te se nije dao zarobiti zakonskim i hramskim formalizmima i institucijama jer je njegova poruka o kraljevstvu Božjem obuhvaćala svakog čovjeka bez razlike. Uostalom, njegov cilj nije nikakva politička vlast, već služenje braći (usp. Mk 10,42-45).
Isusov navještaj potresao je i tadašnju društveno-političku scenu ili bolje rečeno sam vrh te scene. Njegov navještaj je neizravno shvaćen kao napad na Carstvo i imperatora. Naime, njegov govor i djela o odnosima među ljudima, o svijetu bez nasilja, bez diskriminacije i iskorištavanja neizravno je stavljalo u pitanje ondašnju vlast. Iako je od strane židova bio etiketiran kao bogohulitelj pa se shodno tome očekivala kazna kamenovanja, on je osuđen kao politički pobunjenik kaznom razapinjanja na križ. Stoga teško da možemo reći da su se Rimljani zabunili, već nam ovakva osuda govori kako su Isusa i njegov navještaj gledali s određenog političkog stajališta. U prilog ovoj tvrdnji ide i kasnije ponašanje rimskih vlasti prema kršćanima koji su se klanjali „raspetom Bogu“ jer za njih to nije bilo samo od religijskog značaja, već i političkog jer su time odbili iskazati kult prema caru-bogu, spremno prihvaćajući mučeništvo.

### Teološki uzroci Isusove osude i smrti
Bez obzira na religijske i društveno-političke perspektive Isusove osude i smrti, one ne mogu ne otkrivaju pravi Isusovi identitet, niti temeljni uzrok njegove smrti na križu. Isusova suda i smrt na križu prvenstveno imaju teološki motiv. Isus nije prvotno došao politički preurediti Izrael, čak štoviše, evanđelja nam govore da je odbacivao politički angažman (usp. Mt 4,8-10). Poziva učenik da napuste svoje snove o vladanju nad drugima (usp. Mk 10,37-45), savjetuje da se plaća porez Cezaru (usp. Mk 12,13-17) te tvrdi kako njegovo kraljevstvo nije od ovoga svijeta (Iv 18,36). Stoga ove svjetovne uzroke njegove osude i smrti valja odbaciti, već ih treba tražiti u Božjem naumu za spasenje svijeta.
Nakon pashalnih događaja muke smrti i uskrsnuća, prva kršćanska zajednica shvatila je pravi i temeljni motiv Isusove smrti: Božji naum spasenja i Božja ljubav objavljuje se na način koji je nekome ludost, a nekome sablazan (usp. 1 Kor 1,18.23). Temeljni motiv je zapravo duboko teološki i soteriološki jer je njegova smrt dio Božjeg milosrdnog nauma, na neki način već naviještena u Starom zavjetu govorom o sluzi Jahvinom, danu Jahvinu, okajničkoj žrtvi.  To nam potvrđuje i jedan od najstarijih svjedočanstva vjere u Isusa Krista: Krist umrije za grijehe naše po Pismima; bi pokopan i uskrsnu treći dan po Pismima (1 Kor 15,3-4).
Isusov temeljni cilj i poslanje jest oslobađanje čovječanstva od ropstva grijeha (usp. Iv 8,34; Rim 6,17-20; 7,25; 8,2; 1 Kor 8,35). Isus kaže da Sin čovječji nije došao da bude služen, nego da služi i život svoj dade kao otkupninu za mnoge (Mk 10,45). Time nadilazi bilo legalističke bilo nacionalističke bilo rasističke barijere i proglašava zakon ljubavi kao jedini zakon (usp. Mt 5,44). Prvi i temeljni motiv Isusove osude i smrti na križu jest Očeva ljubav (usp. Rim 5,8; 8,32) i Sinova ljubav (usp. Gal 2,20; Ef 5,2) za spasenje svijeta (usp. Iv 12,27-33; 17,19.23). Isusova smrt, kao objava Božje ljubavi otkriva da Bog je ljubav: U ovom se očitova ljubav Božja u nama: Bog Sina svoga jedinorođenoga posla u svijet da živimo po njemu. U ovom je ljubav: ne da smo mi ljubili Boga, nego - on je ljubio nas i poslao Sina svoga kao pomirnicu za grijehe naše (1 Iv 4,9-10). Stoga, Isusov križ nije sredstvo Božje kazne, nego savršeni izraz Božje ljubavi prema ljudima, ljubavi koja želi praštati i pomiriti sa sobom cijeli svijet. Križ je objava Bože ljubavi Isusa Krista koji je slobodno prihvatio muku i smrt. Ne radi se o tragičnom događaju, već o spasenjskoj inicijativi Sina. 
Zbog svega toga Isusova smrt nije nekakav incident, slučajnost ili loša sreća, niti politički prostest, nego teološki i soteriološki događaj koji je dio Božje providonosnog nauma spasenja (usp. Mk 8,31). Isus Krist bio je osuđen na smrt, no osim određenih povijesnih uzroka i povijesnih osoba, ipak pravi uzrok treba gledati u otajstvu Božjega nauma (usp. KKC 599). Predajući svoga Sina za naše grijehe, Bog očituje da njegov naum s nama jest naum dobrohotne ljubavi koja prethodi svakoj zasluzi s naše strane (KKC 604, usp. 595-618), odnosno grijesi svega svijeta uzrok su Isusove smrti na križu (usp. 1 Kor 15,3).